# Quévreville-la-Poterie
Quévreville-la-Poterie là một xã thuộc tỉnh Seine-Maritime trong vùng Normandie miền bắc nước Pháp.

### Huy hiệu
| Arms of Quévreville-la-Poterie | The arms of Quévreville-la-Poterie are blazoned: Per fess vert and gules, 3 goats couchant (1st to dexter contourny, 2nd in center overlapping, 3rd smaller and to sinister chief), and a necked pot proper. |

## Dân số
| 1962                                 | 1968 | 1975 | 1982 | 1990 | 1999 | 2006 |
| ------------------------------------ | ---- | ---- | ---- | ---- | ---- | ---- |
| 203                                  | 205  | 573  | 816  | 1044 | 987  | 947  |
| Từ năm 1962: Dân số không tính trùng |      |      |      |      |      |      |